# Stentjärnen (Degerfors socken, Västerbotten, 714467-169821)
Stentjärnen är en sjö i Vindelns kommun i Västerbotten och ingår i Umeälvens huvudavrinningsområde.